# Afro Tanaka
Afro Tanaka (アフロ田中, Afuro Tanaka) é um mangá pastelão japonês série escrita e ilustrada por Masaharu Noritsuke. Segue-se um jovem afro de 24 anos chamado Hiroshi Tanaka que se apaixona pela primeira vez. Afro Tanaka gerou cinco séries de mangá e foi adaptado para um filme de ação ao vivo em 2012.

## Mídia

### Mangá
Quatro séries Afro Tanaka foram escritas e ilustradas por Masaharu Noritsuke. O primeiro, chamado Kōkō Afro Tanaka, foi originalmente serializado no Big Comic Spirits da Shogakukan de 2002 a 2004. Chūtai Afro Tanaka foi publicado de 2004 a 2007; Jōkyō Afro Tanaka de 2007 a 2010; Sasurai Afro Tanaka de lá para 2013; e Shiawase Afro Tanaka de 2015 até o presente.

### Filme
Um filme dirigido por Daigo Matsui, baseado na história de Jōkyō Afro Tanaka foi lançado em 18 de fevereiro de 2012 por Showgate. A música tema do filme é "Yoru wo Koete", de Tsuru. Afro Tanaka foi lançado em DVD e Blu-ray pela Happinet em 2 de agosto de 2012. O filme também gerou um spin-off: um mini-drama de 10 episódios intitulado Hōkago Afro Tanaka.

## Recepção
O mangá Afro Tanaka vendeu 3,6 milhões de unidades no Japão em maio de 2013. Em 2008, a terceira série de mangás, Jōkyō Afro Tanaka, foi indicada na categoria mangá no 12º Japan Media Arts Festival Awards. O filme estreou no número 10 nos cinemas japoneses. Afro Tanaka faturou mais de 1,8 milhões no Japão.